# Danmarks havebrug
Om Danmarks havebrug i Oldtiden vides næsten intet. Hestebønner, løg og,
med mindre vished, kål og ærter har sandsynligt været dyrket inden kristendommens indførelse.
Den vilde abilds frugter er ligesom hyldebær og anden skovfrugt blevet indsamlet og opbevaret
tørret.
De to oldnordiske ord haghae og garth betyder begge oprindelig hegn, gærde eller vold, men gik siden over til at betegne selve den indhegnede plads, have eller gård. Abildgård, kålgård, vingård osv. betegner haver, og indtil ca. 1800 talte man om urtegårdsmanden eller, lidt finere, om podemesteren.

## Tidlig middelalder
1162 indkaldte Absalon den franske Abbed Vilhelm, der først styrede klostret på Eskilsø i Isefjorden, senere Æbelholt Kloster ved Hillerød. Hans virksomhed for at indføre grøntsager som led i den
daglige kost blev mødt med stærk modstand, men efterhånden inspirerede klosterhaver til "kålgårde" over hele landet, i bedre stillede egne også "abildgårde", med frugttræer. Også ved borgene og i byerne anlagdes haver. Valdemar Sejrs Jyske Lov tilråder at indhegne haverne, dels for at forebygge tyveri af frugt, dels som værn mod gedernes ødelæggelse af træer.

## Klostrene
Munke- og nonnehavernes planter har
gennemgående været de samme, der dyrkedes ved
klostrene overalt i Europa. Dog med indskrænkning
af arter, som ikke kunne tåle det nordiske klima.
Vinen trivedes mindre godt, i alt fald hvad
druehøsten angik, og det har sagtens vakt mangen
klosterbroders sorg; i dens sted dyrkedes
humlen. Vildtvoksende planter, af hvilke der kunne
gøres brug i køkkenet eller lægekunsten,
indplantedes eller blev såede, og klosterhaverne virkede
som havedyrkningens avlscentre og har sikkert
også drevet handel med frø, frugt, træer og
urter.
Der findes ingen samtidig skildring bevaret,
hvoraf der kan ses, hvad klosterhaverne
indeholdt, men adskillige arter træffes endnu som
en art levende mindesmærker, voksende ved
ruiner og bopladser af vore middelalderlige klostre
og borge. Selv tilsyneladende nu ganske
vildtvoksende planter, som hestehov, bulmeurt,
hundetunge, kransburre, svaleurt,
jernurt, flere arter katost,
hjertespand, dansk ingefær, kalmus og
flere, er åbenbart oprindelig indført af
munkene.
Andre bærer ved sjældnere og særprægede
forekomster mere karakter af det, de virkeligt er,
gamle klosterplanter, således vore to arter
fuglemælk, ellensrod, marietidsel,
cypres-vortemælk, slangerod,
hasselurt, skovtulipan, løvstikke,
mesterrod, ja endog de sine steder massevis
som vildtvoksende påske- og
pinseliljer må regnes for udgåede fra kloster- eller
herregårdshaverne fra den katolske tid.
De i gamle dage almindeligt dyrkede krydderurter som
isop, polej-mynte, melisse (citronmelisse ?), salvie, anis og andre, hører nu væsentlig
landsbyhaverne til. Enkelte som morgenfrue
dyrkedes oprindelig som lægeplante, men tilhører nu
blomsterhaven. En del af de gamle munkeplanter
er nu helt eller dog så godt som forsvundne fra
nutidshaven, således
benediktinertidslen, vajd, jordbærspinat og
springknap. På tagene plantedes husløg.
Frugtbuskene fandtes vistnok sparsomt dyrkede,
men vilde bær indsamledes massevis og mange
vilde urter brugtes som syre eller spinat.
Klosterroserne var enkeltblomstrede og
mere til nytte end just regnede for lystbuske,
også den hvide lilje (Madonna-Lilje, Lilium candidum ?) og martsviolen var gode husrådsplanter og brugtes til at "brænde vand" af.
Regeringen opmuntrede jævnligt til plantning af
frugttræer og anlæg af humlehaver. Navnet
humlemester blev efterhånden brugt om
enhver urtegårdsmand. Podning og aflægning,
stikning og andre vegetative formeringsmåder var
kendte og ligeledes pottekulturer af sartere
planter indendørs.

## Reformationen
Ved reformationen enten forsvandt
klosterhaverne eller gik over i adeligt eller borgerligt eje.
Reformationen og de store opdagelsesrejsers
tidsalder tilførte haverne en vrimmel af nye arter; nu
kom de forædlede tulipaner, hyacinter,
kejserkronen og en mængde andre blomsterløg. Fra
Amerika kom solsikken og den enårige urt, der
først kaldtes Nasturtium indicum, senere fik
Navnet Tropæolum, men i folkemunde
stadig hedder "Nasturtium" (brøndkarse ?).
- Tulipan
- Hyacint
- Kejserkrone Fritillaria imperialis

Allerede under de første oldenborgske konger
stod havedyrkningen højt. Til syltetøj, kager,
most og alskens retter brugte man, navnlig i
Frederik 2.s og Christian 4.s tid en uhyre
mængde frugt og urter.
Køkkenhavedyrkningen fik et stærkt fremstød
ved indkaldelsen af de henved 200 hollandske
bønderfamilier, som Christian 2., vistnok
efter Sigbrits råd, i 1516 gav tilladelse til at
bosætte sig på Amager og andre steder.
"Amagerne"s privilegier stadfæstedes med visse
ændringer i 1521, og det hed heri, at de skulle
"lære de Danske at omgås med Rødder og løg og
Haver at anlægge".
Gulerødder, pastinakker - tit slået
sammen som "barkannierødder"(?) - hvidkål og anden
kål samt rødbeder var amagernes i stor stil
dyrkede madurter, og dermed drev de handel på
"Fisketorvet", det senere Amagertorv.
- Gulerødder
- Pastinak
- Hvidkål

I denne og i en noget senere tid kom
blomkålen og rosenkålen, havebønnen
(en amerikansk plante), sukkerroden,
græskarret og flere til de danske haver. De mange
herregårde, der opførtes rundtom i landet, blev omgivet
med haveanlæg, og i byerne var
apotekerhaverne ofte velforsynede med de gamle
klosterplanter og lægeurter. Blandt ivrige havevenner
kan Peder Oxe (til Nielstrup?) nævnes, på Hven var
Tycho Brahes kunstfærdige have en af stedets
seværdigheder, og hans søster Sophie Brahes have ved Eriksholm i Skåne omtales som ganske
ualmindelig.

## Christian 4.
Christian 4. fremmede
havedyrkningen efter evne, og haven ved Rosenborg var
landets rigest forsynede. Selvfølgelig ofrede kongen
meget på dyrkning af vin, men med skiftende
held. Jordbærrene var yndede, de
storfrugtede sorter dog ukendte. Gule hindbær
regnedes for særlig udmærkede, og der blev gjort
forgæves forsøg på at dyrke multebær, hentede
fra Norge.
Orangeriet i Rosenborg have, opført 1701, var
landets største og rigest forsynede væksthus.
Citroner, lemoner, granattræer og andre sydens
træer og buske var hovedindholdet; i de såkaldte
"frugt-orangerier" dyrkede man abrikos, fersken,
finere pæresorter og forskelligt andet.
Havebøger
Under Christian 4. udkom også de første
havebøger: Johann Domitzers En nyttig Plantebog fra 1635 (En nyttig Plante Bog om mange slags artige Imper oc Poder, oc huorledis mand skal sætte allehaande Fruct og Træ) er en lille pjece, oversat fra tysk.
Den første virkelig danske havebog er Hans Raszmussøn Blocks
Horticultura Danica (1647), der udkom som del af et
større værk, Jørgen Holsts Oeconomia nova.
Block havde arbejdet ved forskellige
herregårde, en tid i den kongelige have, Lundehaven
ved Kronborg, hvor nu Marienlyst ligger. Næste
år udkom - ved Jens Lauritzen - en
Husholdnings Kalender, der giver en
vidtløftig fremstilling af de månedlige arbejder
i haven, samt professor Simon Paullis
Flora Danica Det er: Dansk Urtebog fra 1648, der giver oplysning om mange
af datidens haveplanter.
- Johann Domitzers Ein newes Pflantzbüchlein : Von mancherley artiger Pfropffung vnd Beltzung der Baum fra 1529 
 Dansk udgave 1635: En nyttig Plante Bog om mange slags artige Imper oc Poder, oc huorledis mand skal sætte allehaande Fruct og Træ
- Titelblad til Horticultura Danica af Hans Raszmussøn Block fra 1647
- Titelblad til Simon Paullis Flora Danica Det er: Dansk Urtebog, 1648

Blomsterbedene indfattedes af lave hække,
buksbom, lavendel og andre, i sindrige mønstre efter
italienske forbilleder, potteplanterne tiltog i
mængde, og særlig i landets sydlige egne var
frugtavlen af stigende betydning. Christian 5.s
Danske Lov fornyer et gammelt påbud ved at befale hver
bonde at plante frugttræer og pile (til hegn).
- Buksbom
- Lavendel
- Rækker af lav lavendel
- Selje-Pil som pionerskov.

De nyere arter bredte sig fra, hvad Simon Paulli
kaldte "fornemme haver" til landsbyerne, og
præstegårdene gav ofte gode forbilleder. Selv
syrenen, både lilla og hvide sorter, regnedes for
noget fint og usædvanligt, det samme var tilfældet
med den i vore dage almindelige ledsager,
guldregnen, som dengang hed "bønnetræ".
Tulipaner og nelliker var florblomster,
som blomsterelskere dyrkede i en vrimmel af
sorter. Tomaten dyrkedes ligesom endnu spansk peber
udelukkende som prydfrugt, ligetil ca.
1850 hed den aldrig andet end "kærlighedsæble".
- Spansk peber

## 1700-tallet
I 1719 kom sandsynligt kartoflen til
landet, bragt ind ved franske, reformerte flygtninge,
der nedsatte sig i Fredericia, men den fandt liden
indgang, og først efter at den jyske hedes tyske
kolonister, de såkaldte "kartoffeltyskere" tog sig
af dens udbredelse, blev kartoflen mere
påskønnet. Provst Lüders i Lyksborg udgav 1756 den
første vejledning i dyrkningen.
Den italienske havestil afløstes efter ca. 1700 af
den franske, og adskillige herregårdshaver
frembød smukke prøver på denne stilart. I mindre
anlæg rådede gerne påvirkning af hollandsk
barokstil med dennes mange snurrepiberier, med
udsigtshøje, springvande og mange blomsterbede,
hvor aurikler, hyacinter og andre efterhånden
trængte de før så fremherskende tulipaner
tilbage. Ca. 1750 blev der dyrket ananas og
champignon, to kulturer som dog ikke blev almindelige.
Navnet "humlemester" forsvandt fra
sproget, og "urtegårdsmand" blev gængs ord; om
gartneren talte man først henimod ca. 1800, skønt
det var et siden ca. 1600 kendt ord. Gartnerne var
ofte indvandrede tyskere, og det lærebrev, som
"drengene« fik udstedt efter en treårig læretid,
var ligeledes affattet på tysk. Det ældste,
bevarede svendebrev er fra 1774, det her givne yngre.(billede)
Det er udstedt af Johann Tobias Pflüger, gartner ved
Hørsholm Slot til C.L. Hjort, senere gartner
på Bregentved. De to mørke bælter forneden er
de øvre ender af to, ca. 1 m lange silkebånd, der
fastholder den hvide benkapsel med gartnerens segl.
Landboreformer
De store landboreformer måtte i høj grad virke
fremmende også på havebruget, og det i året
1769 stiftede Det Kongelige Danske Landhusholdningsselskab
støttede havesagen, selv på de
fjerne "bilande«, Island og Færøerne. Også på
anden vis kom der nu liv i haven.
Den franske havestil
blev overalt i Europa heftig bekæmpet, og
den engelske, "naturlige« stil omdannede efterhånden alle slots- og herregårdshaverne.
Nutiden må beklage, at de franske, på deres vis
både smukke og historisk interessante, anlæg
næsten fuldstændigt blev ødelagte. I vor tid er
enkelte, således Frederiksborg Slotshave, delvis ført tilbage til den franske stil.
Den anglo-kinesiske stil fyldte de større haver med en vrimmel af kunstige ruiner, pagoder, norske lysthuse,
mindesøjler, gravmæler (uden tilsvarende grave), højt
buede broer, eremitboliger og andet mere, der
hørte til en moderne stemningshave - med det engelske udtryk for disse påfund: "garden follies".
Johan Bülows have ved Sanderumgaard nær Odense fra omkring 1800 var berømt og blev lovprist på vers og i kobberstik.
Et mere udskejende eksempel
var pastor Bjerings have i Moseby på Falster,
beskrevet i Wedels Indenlandsrejse (1803).
Haverne i engelsk stil havde brug for mange
flere, forskellige planter, end de ældre anlæg.
Navnlig "Arboretet" blev nu mere velforsynet, og
planteskolerne blomstrede. Til de særlige
yndlinge hørte robinien, som man en tid
nærede store forhåbninger til som et
fremtidens skovtræ, samt tulipantræet,
Liriodendron, begge fra Nordamerika.
Efter at der i mere end et århundrede ikke
var udkommen en eneste dansk havebog,
begyndte disse nu efter 1750 at myldre frem,
hovedsagelig dog foreløbig oversættelser af tyske, for danske
forhold kun lidt eller slet ikke tillempede skrifter.
Landhusholdningsselskabet udsatte en præmie for en kortfattet, almenfattelig havebog, tilsvarende
Esajas Fleischers Agerdyrknings-Katekismus, 1780.
Fleischer påtænkte at løse også
denne opgave, men daværende gartner ved
Marienlyst Johan Ludvig Mansa kom ham i forkøbet med
sin Have-Katekismus, der i årene
1787-1843 udkom i 5. oplag. Senere, 1798, udgav
Mansa en række, i alt 23, tavler med fællestitel
Udkast til Hauge-Anlæg i den engelske Smag,
der solgtes i såvel "sorte" som kolorerede
eksemplarer, og er det eneste værk af denne art, vor
havebrugslitteratur ejer.

## Oplysningstiden
I oplysningstiden virkede mange præster ivrigt
for havedyrkningens fremme. Pastor I.D. Just
ved Viborg udgav en omfangsrig, men lidet
værdifuld havebog. Hans kaldsbroder i Moseby på
Falster, Bjerings efterfølger, forfatteren
Jens Hansen Smidth anlagde en på mange
sjældenheder rig have og skrev digtsamlingen
Danske Haver (1823), en sen efterkommer af
mange fremmede læredigte om havekunst et halv
århundrede tidligere.
Herregårdsgartnerne
Blandt selve urtegårdsmændene, som de endnu
hed, var herregårdsgartnerne ledende og søgte
mange steder ivrigt at fremme deres fags
interesser. I Jylland virkede gartnerne Winther,
fader og søn, på Stensballegård ved Horsens
så kraftigt, at Vær Sogn fik navn af det jyske
Amager. Også Beder Sogn ved Aarhus med
Fulder By (Fulden?) som midtpunkt stod højt, og her havde
mange, også husmænd, den specialitet at dyrke
blomstrende potteplanter til salg, navnlig i
Aarhus og Horsens. Bælum ved Horsens (?) var berømt
for sin kirsebæravl, i Gosmer og Gylling dyrkedes
mange æbletræer, men i de magre egne så det
fremdeles sørgeligt ud og var det knapt selv med
kål og kartofler.
I Sønderjylland øvede
professor C.C.L. Hirschfeld i Kiel megen
indflydelse både som forfatter og leder af den store
planteskole i Düsternbrock.
I Gråsten Slotshave blev der, efter al sandsynlighed i 1699 lagt
den æblekærne, hvoraf det første gråstenertræ
fremvoksede, muligt barn af en hollandsk sort,
Borgherreæble eller hvid kardinal.
I Hirschfelds på tysk skrevne lærebog i frugtavl blev det, 1787,
første gang beskrevet, under navn af
Gravensteiner.
Det blev særligt udbredt gennem slægten
Vothmanns planteskole i Sønderborg.
Med rette er Sønderjylland blevet kaldt den danske
frugtavls vugge, og særligt højt stod Als, kort
og godt hedder det i en gammel skildring: »Alsen
er et Paradis".
Et betydningsfuldt kildeskrift for datidens havedyrkning er
"Amtsbeskrivelserne", der blev udgivet af
Landhusholdningsselskabet i 19 bind fra 1826 til 1844, og hvori alle
landets egne også skildres med hensyn til
havebrugets stilling.

## Sene 1800-tal
Efter 1850 kom et opsving, og det gik fra nu af
rask frem. I køkkenhaven var det mere hjemligt
tiltrukne sorter end nye arter som var afgørende,
en undtagelse var den tidligere for rodens skyld
dyrkede rabarber, der fik almindelig
udbredelse, samt tomaten, der fra at være
prydfrugt særlig efter eksportsagens rejsning i 1883,
blev en almindelig køkkenurt.
Andre planter som Stachys tuberosa (? ), strandkål (Almindelig Strandkål?)
og newzealandsk spinat (Tetragonia tetragonioides (en)) slog ikke igennem, den
sidstnævnte dyrkes dog en del på Færøerne, hvor
den lykkes bedre end almindelig spinat. I
frugthaven fik dværgfrugttræerne og den stærke
beskæring flere talsmænd, således i godsejer
Niels Erik Hofman Bang (1803-1886),
der til sin have på Hofmansgave
omkring 1860 indførte ca. 100.000 frugttræer,
overvejende franske, men havde så lidt held, at
de næsten alle gik ud den følgende vinter.
Bevægelsen døde efterhånden hen, og de naturligere
træformer i forbindelse med mådeholden
beskæring sejrede, mens man også erkendte, at det
gjaldt om at dyrke sorter egnede for danske forhold.